# رژیم غذایی برات
رژیم غذایی برت (انگلیسی: BRAT diet) شامل موز، برنج، سس سیب و نان تست می‌شود؛ که اوقاتیکه افراد مبتلا به آنفلوآنزا با حالت تهوع یا ناراحتی شدید دستگاه گوارش مواجه می‌شوند، بهتر است از این «رژیم غذایی برات» بهره بگیرند که غذاهای ساده و مغذی‌ای هستند که معده براحتی می‌تواند آنها را تحمل کند.
رژیم غذایی برت BRAT مخفف موز، برنج، سس سیب و نان تست است.
رژیم BRAT متشکل از غذاهای ملایم و کم فیبر است و معمولا برای درمان مشکلات معده، بیماری‌های گوارشی و اسهال توصیه می‌شود.
غذاهایی که می‌توانید در این رژیم غذایی استفاده کنید باید حاوی فیبر کم باشند تا به سفت کردن مدفوع و در نتیجه متوقف کردن اسهال کمک کنند.